# Lago Caro
Lago Caro är en sjö i Chile.   Den ligger i regionen Región de Aisén, i den södra delen av landet, 1 400 km söder om huvudstaden Santiago de Chile. Lago Caro ligger 206 meter över havet. Arean är 13,3 kvadratkilometer. Den sträcker sig 3,6 kilometer i nord-sydlig riktning, och 9,0 kilometer i öst-västlig riktning.
I omgivningarna runt Lago Caro växer i huvudsak blandskog. Runt Lago Caro är det mycket glesbefolkat, med 6 invånare per kvadratkilometer.